# Sami Mansei
Sami Mansei (沙弥満誓, novice Mansei), fl. circa 720, est un poète et prêtre bouddhiste japonais. On sait peu de sa vie, sauf que son nom séculier est « Kasa no Ason Maro ». Tout en servant dans un temple au nord de Kyūshū, il est membre du cercle littéraire d'Ōtomo no Tabito. Ses quelques poèmes qui nous sont parvenus sont réunis dans le Man'yōshū (« collection des mille feuilles »).

## Source
- Steven D. Carter, Traditional Japanese Poetry: An Anthology, Stanford U. 1993  (ISBN 978-0-8047-2212-4)